# رشيد دبور
رشيد دبور (أبو محمد؛ 1995 - 2023) هو رياضي فلسطيني، كان لاعب فريق أهلي بيت حانون لكرة القدم. درس الثانوية في مدرسة هايل عبد الحميد وحصل على شهادة البكالوريوس في الرياضيات من جامعة القدس المفتوحة.
شارك في دوري قطاع غزة مع فريقه أهلي بيت حانون في خمسة مباريات مسجلاً هدفين خلال الموسم 2023-2024. كما فاز بالعديد من البطولات أبرزها بطولة دوري قطاع غزة للدرجة الثانية في موسم 2015-2016، وكان من أبرز اللاعبين الفلسطينين.
استُشهد مع أفراد أسرته في 10 أكتوبر 2023 خلال ضربةٍ جوية نفذتها القوات الجوية الإسرائيلية على منزله الكائن في بيت حانون بقطاع غزة، وذلك خلال الرد الإسرائيلي على عملية طوفان الأقصى.